# Christiane Mancini
Pour les articles homonymes, voir Mancini.
Antoinette Amélie Henriette Gogue, connue sous le nom de scène de Christiane Mancini, née le 23 septembre 1887 au Havre et morte le 31 mars 1946 à Paris 8e, est une actrice française de théâtre et de cinéma.

## Biographie
Ses sœurs Louise Mancini, et Cécile Mancini, sont des cantatrices de l'Opéra de Paris.
Christiane Mancini entre au conservatoire de Paris, en 1907, mais n'est pas autorisée à passer le concours la première année. Elève de Louis Leloir en 1908, elle y joue, en 1909, le rôle d'Hermione dans Andromaque,.
Elle a une brève aventure avec Jean Cocteau en 1908 qui l'installe dans une dépendance de l'Hôtel Biron,,. C'est l’une des premières femmes qui tombe vraiment amoureuse de lui et qui, pour cette raison, l’« effraie », suscitant en lui « qu’embarras et rejet ». Un poème du recueil La Lampe d’Aladin (1909), lui est dédié . Leur relation se termine après qu'elle lui envoie des lettres détaillant son désir et sa souffrance.
Elle quitte le milieu du spectacle vers 1922, elle épouse un industriel connu, André Nicolas Alexandre Germain, le 5 juin 1925 à Paris 18e.
Elle meurt à son domicile rue du Faubourg-Saint-Honoré.

## Théâtre
- 1906 : Polyphème à Orange

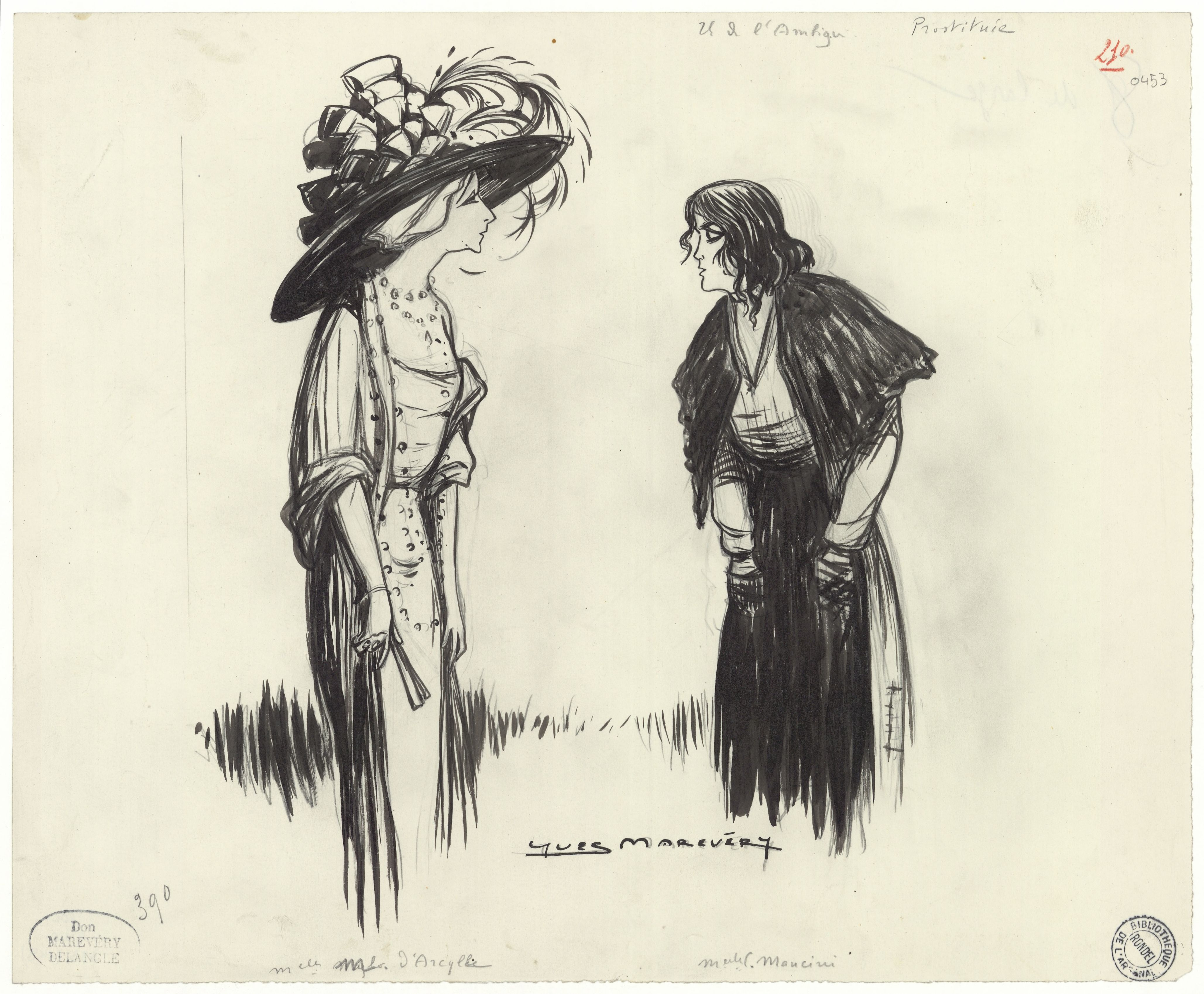
Mylo d'Arcylle et Christiane Mancini dans Prostituée, 1910

- 1906 : Les Funérailles d'Homère, d'Elzéar Rougier, Théâtre antique d'Orange, 6 aout[14],[15].
- 1907 : Les Hommes de proie, de Charles Méré, création au théâtre de la nature de Champigny-la-Bataille, 2 juin, Aiescha[16],[17].
- 1908 : Velléda, de Maurice Magre, théâtre de la Nature de Cauterets[18].
- 1909 : Suzette d'Eugène Brieux, au théâtre du Vaudeville, Myriam[19],[20],[21],[22].
- 1910 : Prostituée, d'Henri Desfontaines d'après Victor Margueritte, avec Mylo d'Arcylle, au théâtre de l’Ambigu-Comique, Rose[23],[24],[25],[26],[27].
- 1910 : La Femme de Tabarin, de Catulle Mendès, au théâtre de la nature de Champigny-la-Bataille[28],[29].
- 1910 : Les Hommes de proie, de Charles Méré, reprise au théâtre de la nature de Champigny-la-Bataille, Aiescha[30],[31],[32].
- 1911 : Paysans et Soldats, drame lyrique en 5 actes de Pierre de Sancy, musique de Noël Gallon, à la Gaîté-Lyrique, 19 mai, Laure[33],[34],[35].
- 1913 : Le Minaret, comédie de Jacques Richepin, théâtre de la Renaissance, 20 mars[36].
- 1920 : La Femme fatale, d'André Birabeau, au théâtre des Mathurins[37],[38].
- 1921 : La Mort de Patrocle, de René Fauchois, au théâtre de la nature de Champigny-la-Bataille, Andromaque, 26 juin[39],[40],[41].

## Cinéma
- 1921 : L'Atlantide, film muet franco-belge de Jacques Feyder.